# Хамфрис, Спенсер
Спенсер Хамфрис (англ. Spencer Humphries; 30 апреля 1992, Делта, Британская Колумбия, Канада) — канадский хоккеист, защитник. В настоящее время является игроком клуба «Ставангер Ойлерз», выступающего Норвежской лиге.

## Достижения
Был выбран в пятом раунде на драфте КХЛ в 2012 году челябинским хоккейным клубом «Трактор», но хоккейный клуб «Лев» выкупил права на игрока у «Трактора» в июле 2013 года и подписал с ним двухлетний контракт.